# 歐龍雲
歐龍雲（1929年—），台灣出身，日本的法律學者，專業在國際私法。東京大學法學博士。北海學園大學名譽教授。

## 經歷
1953年從台灣大學畢業。1957年，完成東京大學大學院法學研究科修士課程。1961年，完成大學院法學研究科博士課程。之後、成為法學部助手、名古屋大學非常勤講師、北海道大學法學部講師。1967年成為北海學園大學法學部助理教授，之後成為法學部教授。
1986年，兼任大學院法學研究科教授，1997年，從北海學園大學定年退職。同年，引き続き同法学部教授として嘱託採用。
2000年北海學園大學囑託終了。同名誉教授。

## 著作
- 『国際私法講義』（共著、青林書院新社、1970年）
- 『国際法辞典』（共著、鹿島出版、1975年）
- 『国際取引と法』（共著、名古屋大学出版会、1988年）
- 『演習国際私法』（共著、有斐閣、1987年初版・1992年新版）
- 『国際私法講義』（文化書房博文社、1989年初版・1992年補訂版）